# Ruffey-lès-Echirey
Ruffey-lès-Echirey és un municipi francès, situat al departament de la Costa d'Or i a la regió de Borgonya - Franc Comtat. L'any 2007 tenia 1.116 habitants.

## Demografia

### Població
El 2007 la població de fet de Ruffey-lès-Echirey era de 1.116 persones. Hi havia 431 famílies, de les quals 89 eren unipersonals (35 homes vivint sols i 54 dones vivint soles), 136 parelles sense fills, 175 parelles amb fills i 31 famílies monoparentals amb fills.
La població ha evolucionat segons el següent gràfic:
Habitants censats

### Habitatges
El 2007 hi havia 456 habitatges, 433 eren l'habitatge principal de la família, 1 era una segona residència i 22 estaven desocupats. 430 eren cases i 24 eren apartaments. Dels 433 habitatges principals, 368 estaven ocupats pels seus propietaris, 54 estaven llogats i ocupats pels llogaters i 11 estaven cedits a títol gratuït; 4 tenien una cambra, 20 en tenien dues, 40 en tenien tres, 99 en tenien quatre i 270 en tenien cinc o més. 368 habitatges disposaven pel capbaix d'una plaça de pàrquing. A 160 habitatges hi havia un automòbil i a 247 n'hi havia dos o més.

### Piràmide de població
La piràmide de població per edats i sexe el 2009 era:
| Homes | Edats   | Dones |
| ----- | ------- | ----- |
| 0     | 95 o +  | 4     |
| 0     | 90 a 94 | 8     |
| 0     | 85 a 89 | 4     |
| 8     | 80 a 84 | 4     |
| 16    | 75 a 79 | 24    |
| 28    | 70 a 74 | 8     |
| 12    | 65 a 69 | 20    |
| 36    | 60 a 64 | 28    |
| 24    | 55 a 59 | 40    |
| 48    | 50 a 54 | 36    |
| 36    | 45 a 49 | 32    |
| 24    | 40 a 44 | 36    |
| 56    | 35 a 39 | 60    |
| 52    | 30 a 34 | 40    |
| 12    | 25 a 29 | 20    |
| 28    | 20 a 24 | 32    |
| 16    | 15 a 19 | 32    |
| 36    | 10 a 14 | 32    |
| 44    | 5 a 9   | 60    |
| 24    | 0 a 4   | 40    |

## Economia
El 2007 la població en edat de treballar era de 707 persones, 537 eren actives i 170 eren inactives. De les 537 persones actives 509 estaven ocupades (259 homes i 250 dones) i 30 estaven aturades (14 homes i 16 dones). De les 170 persones inactives 76 estaven jubilades, 74 estaven estudiant i 20 estaven classificades com a «altres inactius».

### Ingressos
El 2009 a Ruffey-lès-Echirey hi havia 429 unitats fiscals que integraven 1.147,5 persones, la mediana anual d'ingressos fiscals per persona era de 22.325 €.

### Activitats econòmiques
Dels 61 establiments que hi havia el 2007, 1 era d'una empresa alimentària, 1 d'una empresa de fabricació d'elements pel transport, 1 d'una empresa de fabricació d'altres productes industrials, 18 d'empreses de construcció, 14 d'empreses de comerç i reparació d'automòbils, 3 d'empreses de transport, 3 d'empreses d'hostatgeria i restauració, 3 d'empreses d'informació i comunicació, 4 d'empreses financeres, 4 d'empreses immobiliàries, 6 d'empreses de serveis, 2 d'entitats de l'administració pública i 1 d'una empresa classificada com a «altres activitats de serveis».
Dels 17 establiments de servei als particulars que hi havia el 2009, 1 era una oficina de correu, 2 paletes, 1 guixaire pintor, 3 fusteries, 3 lampisteries, 4 electricistes, 2 restaurants i 1 agència immobiliària.
Dels 2 establiments comercials que hi havia el 2009, 1 era una botiga de menys de 120 m² i 1 una llibreria.
L'any 2000 a Ruffey-lès-Echirey hi havia 24 explotacions agrícoles que ocupaven un total de 840 hectàrees.

## Equipaments sanitaris i escolars
El 2009 hi havia 1 escola maternal i 1 escola elemental.

## Poblacions més properes
El següent diagrama mostra les poblacions més properes.